# Бирон, Арман Луи де Гонто
Арман-Луи де Гонто-Бирон (фр. Armand Louis de Gontaut-Biron; 13 апреля 1747, Париж — 31 декабря 1793, там же) — французский дивизионный генерал из аристократического рода Гонто-Биронов, сыгравший заметную роль в Войне за независимость США и французских революционных войнах. Внук маршала Франции Шарля де Гонто, герцога де Бирона (1663—1756), от которого унаследовал титул герцога де Лозена. Известен также как мемуарист.

## Биография
Арман-Луи де Гонто-Бирон родился 13 апреля 1747 года в Париже. Уже в пятнадцатилетнем возрасте заслужил славу женского соблазнителя. Даже фаворитка короля Людовика XV Жанна-Антуанетта Пуассон (более известная как Маркиза де Помпадур) не обошла его своим вниманием, и неоднократно просила его прочесть вслух какие-нибудь стихи, ссылаясь на его красивую дикцию. Другими знаменитыми жертвами его чар были княгини Изабелла Чарторыйская, родившая от него сына Константина, и Елена Радзивилл.
Рано поступил в армию и, промотав состояние, последовал в 1778 году за Лафайетом в Америку, где принимал участие в войне за независимость США на стороне колонистов сражающихся против английской регулярной армии. О значимости его роли в этой войне красноречиво свидетельствует тот факт, что в 1782 году на воду был спущен военный корабль названный в честь него: «USS Duc de Lauzun».
Вернувшись в 1783 году из Нового Света, стал во главе одного из гусарских полков.
Выбранный в 1789 году дворянством из Керси членом Генеральных Штатов, в Национальном собрании он объявил себя сторонником либеральных идей и примкнул к герцогу Орлеанскому.
В 1792 году командовал дивизией в Северном департаменте, но потерпел поражение при Жемаппе от Больё. Несмотря на то, он занял после ухода Рошамбо пост второго главнокомандующего Северной армией и затем в июле — главнокомандующего Рейнской армии; его сменил Кюстин (Custine).
Затем он командовал Барской армией и занял Ниццу. Переведённый в Вандею, он взял Сомюр и сражался у Партене, но был обвинён генералами Россиньолем и Вестерманом в измене и притеснениях. Чтобы оправдаться он отправился в Париж, но здесь он был немедленно арестован и казнён на гильотине 31 декабря 1793 года.
Вдова герцога Мари-Амели де Буфлер также была гильотинирована в Париже 9 мессидора II года республики (27.06.1794).

## В литературе
Главный герой стихотворной пьесы Марины Цветаевой «Фортуна» 1919 г. (под именем Лозэн).